# 彼得·马克斯韦尔·戴维斯
彼得·马克斯韦尔·戴维斯爵士，CH，CBE（英語：Sir Peter Maxwell Davies，1934年9月8日—2016年3月14日），一般简称为马克斯韦尔·戴维斯，英国作曲家。早年在曼彻斯特音乐学院求学，与同学伯特威斯尔，戈尔等组成合奏团（这三位作曲家为“曼彻斯特乐派”的主要成员，但三人在风格上并无特别的相似之处）。1956年到达姆施塔特学习，1962-1964年师从塞欣斯和巴比特。1970年移居奥克尼群岛，专心创作。1993年受封勋爵，2004年任女王音乐指导。马克斯韦尔·戴维斯是英国著名的先锋派作曲家，对序列音乐有强烈兴趣，同时其作品又受到文艺复兴音乐和东方音乐的影响，形成独特的创作风格。截至2012年10月，他寫成的作品達320首。

## 外部連結
- 麥士維·戴維斯的官方網站。 （页面存档备份，存于）

## 注譯
1. ↑  .   [2012-10-18]. （原始内容存档于2017-11-14）.